# 杜蘭德 (堪薩斯州)
杜蘭德（英語：Durand）是位於美國堪薩斯州伍德森縣森特鎮區的一個非建制地區。

## 地理
杜蘭德所處的海拔為高於海平面303米（即994英呎），而該地所採用的時區為UTC-6，即北美中部時區（CST）。同時該地設有夏令時間，為UTC-6調快一小時，即UTC-5（CDT）。